# Qairat Jeralijew
Qairat Jeralijew (kasachisch Қайрат Ералиев, russisch Кайрат Ералиев; * 8. November 1990) ist ein kasachischer Amateurboxer.

## Boxkarriere
Er wurde 2012 Kasachischer Meister, erreichte Platz 5 bei den Asienmeisterschaften im Juli 2013 in Amman und gewann eine Bronzemedaille bei den 17. Weltmeisterschaften im Oktober 2013 in Almaty. Bei der WM gewann er gegen Răzvan Andreiana aus Rumänien (3:0), Omurbek Malabekow aus Kirgisistan (2:1) und Robeisy Ramírez aus Kuba (3:0), ehe er im Halbfinale gegen Cavid Çələbiyev aus Aserbaidschan (1:2) ausschied.
Sein nächster Erfolg war die Goldmedaille bei den 55. Militärweltmeisterschaften in Almaty. Er besiegte dabei die Starter aus Georgien, Nordkorea, Italien und Algerien. Bei den Asienspielen 2014 in Südkorea gewann er eine Bronzemedaille, ebenso bei den Asienmeisterschaften 2015 in Thailand und den Asienmeisterschaften 2017 in Usbekistan.
Bei den Weltmeisterschaften 2017 in Hamburg gewann er die Goldmedaille durch Siege gegen Cristofer Flores, Murodjon Ahmadaliyev, Omar El-Hag, Peter McGrail und Duke Ragan. Bei den Weltmeisterschaften 2019 in Jekaterinburg schied er im Viertelfinale gegen Mirazizbek Mirzahalilov aus.